# Annelies Verbeke
Pour les articles homonymes, voir Verbeke.
Annelies Verbeke, née le 6 février 1976, est un écrivain belge qui écrit en néerlandais. Elle se fait connaître dès son premier roman Slaap! (Dors!), traduit en plusieurs langues.

## Biographie
Annelies Verbeke étudie la littérature à l'Université de Gand avant d'assister à un cours d'écriture de scénarios à Bruxelles. En 2003, elle acquiert une certaine notoriété grâce à son premier roman, Slaap! (Dors!). 70 000 exemplaires de l'édition néerlandaise sont vendus. Elle est publiée dans 22 pays. Les héros en sont deux insomniaques, qui se croisent, et se recroisent au milieu de leurs nuits blanches. Le ton est à la fois presque désespéré, et drôle.
Une  autre de ses œuvres, plus récente, rencontre un succès en 2009 : Vissen redden (Sauver les poissons), traduit en plusieurs langues dont l'allemand et le danois.

## Principales publications

### Romans
- 2003 : Slaap!

traduit en français sous le titre Dors ! par Daniel Cunin, Paris, Mercure de France, 2005, 166 p.  (ISBN 2-7152-2533-4)
- 2006 : Reus
- 2009 : Vissen redden
- 2015 : Dertig dagen

traduit en français sous le titre Trente jours par Françoise Antoine, Paris, Fleuve Éditions, 2018, 396 p.  (ISBN 978-2-265-11727-3)

### Nouvelles
- 2007 : Groener Gras
- 2012 : Veronderstellingen

### Autres
- 2013 : Tirol inferno, poésie en prose
- 2014 : Onvoltooid landschap

### Pièces de théâtre
- 2009 : Stukken
- 2010 : Rail Gourmet
- 2010 : Almschi
- 2012 : Flow My Tears

## Articles de journaux
- Rédaction Libé, « Annelies Verbeke. Dors ! », Libération,‎ 3 novembre 2005 (lire en ligne).
- Raphaëlle Remande, « 300 ans de la frontière : le poste-frontière de Callicanes, réservoir de poésie pour la romancière belge, Annelies Verbeke », La Voix du Nord,‎ 29 mai 2013 (lire en ligne).